# Мосійчук Сергій Олександрович
Сергі́й Олекса́ндрович Мосійчу́к (нар. 14 квітня 1954) — заслужений працівник сільського господарства України, народний депутат України II скликання (1994–1998).

## Біографія
Народився 14 квітня 1954 в селі Груд Новоград-Волинського району Житомирської області в сім'ї колгоспника. Українець.
Закінчив Житомирське технічне училище металістів № 1.
З 1971 року працював слюсарем-монтажником на Одеському автоскладальному заводі, згодом — слюсарем-ремонтником колгоспу імені Петровського Новоград-Волинського району Житомирської області.
У 1975–1977 роках навчався в Житомирському сільськогосподарському технікумі.
З 1977 року — головний інженер, заступник голови правління, а з 1989 по 1994 роки — голова правління колгоспу «Перемога» Пулинського району Житомирської області.
У 1991 році закінчив Житомирський сільськогосподарський інститут за спеціальністю «зооінженер».
З 2001 року — начальник Головного управління сільського господарства і продовольства Житомирської облдержадміністрації.

## Депутатська діяльність
У 1994 році обраний народним депутатом України по Баранівський виборчому округу № 160. Член Комітету з питань агропромислового комплексу, земельних ресурсів і соціального розвитку села. Член фракції АПУ (до цього — ґрупи «Аграрники України»).

## Нагороди і почесні звання
- Заслужений працівник сільського господарства України (11.1997)[2].

## Родина
Одружений. Має двох синів.